# 迪克西 (北卡羅萊納州)
迪克西（英語：Dixie）是位於美國北卡羅萊納州梅克倫堡縣的非建制地區。

## 歷史
迪克西的郵局於1885年設立，其後於1902年停運。

## 地理
迪克西所處的海拔為高於海平面226米（即741英呎），而該地所採用的時區為UTC-5，即北美东部时区（EST）。同時該地設有夏令時間，為UTC-5調快一小時，即UTC-4（EDT）。